# Cista (posoda)
Cista je škatla, posoda ali košara, ki so jo uporabljali stari Egipčani, Grki, Etruščani in Rimljani za različne praktične in mistične namene.

## Namen in uporaba
Cista ali cistella je bilo sprva mišljeno, da je pletena košara, ki se je uporabljala za sadje in zelenjavo ter za splošne kmetijske namene. Čeprav so bile te košare včasih kvadratne, so bile bolj pogosto cilindrične oblike. Sčasoma je cista pomenila manjšo škatlo ali skrinjico za različne namene. Te so se razlikovale od večjega area ali skrinje; v redkih primerih je bila beseda morda uporabljena v sklicevanju na capsa ali škatla za relikvije. Cista, za katero verjamemo, da je v zasebnem zakladu Gaius Verres (c. 120 BC – 43 BC - je bil rimski sodnik, znan po svoji vladavini Sicilije), je lahko škatla za denar.
Pri Rimljanih je bila cista comitia - volilna skrinjica, v katero so volivci oddali svojo tabellae. Oblika in gradivo volilne ciste je očitno iz vrbovega ali podobnega materiača in je vidna na Cassiajevem kovancu. V tem smislu se cista pogosto zamenjuje s sitello ali žaro, iz katerih so bila imena plemen ali stoletij potegnjena z žrebom.
Še en razred ciste, ki je dobro poznan iz vaznega slikarstva in iz številnih ohranjenih kovinskih primerkov, so toaletni ali draguljarski primeri italijanskih dam, ki so pogosto omenjeni v zvezi z otroško kramo in so pogosto prepoznani v antičnih komedijah. Na poslikanih vazah takšne ciste pogosto spremljajo drugi rekviziti za toaleto, kot so ogledala in steklenice za vonjave, pri čemer ni nobenega dvoma o uporabi. 

## Kultna uporaba
Cista mistika (skrivostna škatla) je sveti predmet, ki naj bi izhajal iz starodavnega Egipta. Običajno je narejen iz trsa (papirusa) in se je uporabljala v Khoiak ritualu v Denderi. V notranjosti škatle je bila vaza, v nje pa bila glava Ozirisa, kanopska škatla, ki je vsebovala notranjost mrtvega boga.  Konkretni dokazi o Izidini cisti mistiki so redki. V rimskih časih je Plutarh navedel, da se je pitna voda prelila v zlato skrinjico znotraj ciste, medtem ko je duhovščina izgovarjala: »Oziris se je našel«.
V antičnih grških misterioznih kultih so bile ciste mistične škatle, ki naj bi vsebovale živo kačo, kot je prikazano v številnih starodavnih podobah, vključno na kovancih, na katerih je cista prikazana na pol odprta iz nje gleda kača. Te ciste so bile včasih podolgovate, a bolj pogosto valjaste, kot je na primer predstavljeno v kipu Silena, ki sedi na veliki cisti v obliki bobna in drži v roki vino. Cista mistika se je nosila tudi na procesijah na grških festivalih v čast Demetre in Dioniza - te škatle so bile vedno v javnosti zaprte in vsebovale svete predmete povezane s čaščenjem teh božanstev. Cista mystica je bila znana tudi kot sveta za Bachusa. V Dionizovih misterijih so kačo nosili na postelji iz grozdnih listov in je bila uporabljena kot podstavek za boga. Značilna oblika kače je bila pomembna komponenta simbolike, klasični viri pa opozarjajo, da deli obliko z »obliko moškega«. 